# Municipio de Buckhorn (Illinois)
El municipio de Buckhorn (en inglés: Buckhorn Township) es un municipio ubicado en el condado de Brown en el estado estadounidense de Illinois. En el año 2010 tenía una población de 98 habitantes y una densidad poblacional de 1 personas por km².

## Geografía
El municipio de Buckhorn se encuentra ubicado en las coordenadas 39°53′16″N 90°51′12″O / 39.88778, -90.85333. Según la Oficina del Censo de los Estados Unidos, el municipio tiene una superficie total de 98.28 km², de la cual 98,07 km² corresponden a tierra firme y (0,22 %) 0,21 km² es agua.

## Demografía
Según el censo de 2010, había 98 personas residiendo en el municipio de Buckhorn. La densidad de población era de 1 hab./km². De los 98 habitantes, el municipio de Buckhorn estaba compuesto por el 96,94 % blancos, el 3,06 % eran de otras razas. Del total de la población el 3,06 % eran hispanos o latinos de cualquier raza.